# Enoch Beery Seitz
Enoch Beery Seitz   (Rush Creek Township, 24 d'agost de 1846 - 8 d'octubre de 1883) fou un matemàtic estatunidenc.

## Vida i Obra
Seitz, tercer fill del segon matrimoni del seu pare, va passar la seva infància a la granja paterna, rebent una educació molt bàsica. El 1870 va rebre algun curs de matemàtiques a la Ohio Weleyan University, sense arribar a graduar-se. El 1872 va ser nomenat professor de institut de secundària de Greenville (Ohio) on va romandre fins que el 1879 va ser nomenat catedràtic de matemàtiques de la Missouri State Normal School (actualment Universitat Truman State), càrrec que només va tenir durant quatre anys, ja que va morir el 1883 d'una febre tifoide.
Malgrat l'extremadament elogiosa biografia publicada al The American Mathematical Monthly (que arribar a comparar-lo amb Demòstenes, Shakespeare i Napoleó en els seus camps), les úniques aportacions de Seitz a les matemàtiques van ser en el camp de les freqüències i les probabilitats a través de la solució de problemes.